# Cyathea hymenodes
Cyathea hymenodes är en ormbunkeart som beskrevs av Georg Heinrich Mettenius. Cyathea hymenodes ingår i släktet Cyathea och familjen Cyatheaceae. Inga underarter finns listade.